# Lijst van voetbalinterlands Faeröer - Zwitserland
Deze lijst van voetbalinterlands is een overzicht van alle officiële voetbalwedstrijden tussen de nationale teams van Faeröer en Zwitserland. De landen speelden tot op heden zes keer tegen elkaar. De eerste ontmoeting, een kwalificatiewedstrijd voor het Wereldkampioenschap voetbal 2002, werd gespeeld in Zürich op 7 oktober 2000. Het laatste duel, een kwalificatiewedstrijd voor het Wereldkampioenschap voetbal 2018, vond plaats op 9 juni 2017 in Tórshavn.

## Wedstrijden
| № | Plaats   | Datum            | Competitie           | Wedstrijd             | Uitslag |
| - | -------- | ---------------- | -------------------- | --------------------- | ------- |
| 1 | Zürich   | 7 oktober 2000   | WK 2002 kwalificatie | Zwitserland – Faeröer | 5 – 1   |
| 2 | Toftir   | 2 juni 2001      | WK 2002 kwalificatie | Faeröer – Zwitserland | 0 – 1   |
| 3 | Bazel    | 4 september 2004 | WK 2006 kwalificatie | Zwitserland – Faeröer | 6 – 0   |
| 4 | Toftir   | 4 juni 2005      | WK 2006 kwalificatie | Faeröer – Zwitserland | 1 – 3   |
| 5 | Luzern   | 13 november 2016 | WK 2018 kwalificatie | Zwitserland – Faeröer | 2 – 0   |
| 6 | Tórshavn | 9 juni 2017      | WK 2018 kwalificatie | Faeröer − Zwitserland | 0 − 2   |

## Samenvatting
| Competitie      | Totaal gespeeld | Winst Faeröer | Gelijk | Winst Zwitserland | Doelsaldo Faeröer – Zwitserland |
| --------------- | --------------- | ------------- | ------ | ----------------- | ------------------------------- |
| WK-kwalificatie | 6               | 0             | 0      | 6                 | 2 − 19                          |
| Totaal          | 6               | 0             | 0      | 6                 | 2 − 19                          |

Wedstrijden bepaald door strafschoppen worden, in lijn met de FIFA, als een gelijkspel gerekend.

## Details

### Eerste ontmoeting
| WK 2002 kwalificatie (Zürich, Zwitserland, 7 oktober 2000): |              | |
| Zwitserland | 5 – 1        | Faeröer |
| Marco Zwyssig 26' Sébastien Fournier 35' Kubilay Türkyilmaz 43' (pen.) Kubilay Türkyilmaz 45' (pen.) Kubilay Türkyilmaz 53' (pen.)                                                               | goals        | 4' John Petersen |
| Enzo Trossero | bondscoach   | Allan Simonsen |
| Pascal Zuberbühler Badile Lubamba 65' Sébastien Fournier Stéphane Henchoz Marco Zwyssig Johann Vogel 65' David Sesa Alexandre Comisetti Stéphane Chapuisat Ciriaco Sforza Kubilay Türkyilmaz 75' | opstellingen | Jakur Mikkelsen Oli Johannesen Jens Kristian Hansen Øssur Hansen Hans Fróði Hansen 63' Samal Joensen Johan Byrial Hansen Julian Johnsson Allan Mørkøre Uni Arge 63' John Petersen |
| Raphaël Wicky 65' Hakan Yakin 65' Mario Cantaluppi 75' | wissels      | 63' Johannes Joensen 63' Rogvi Jacobsen |
| Stéphane Henchoz 46' | gele kaarten | 53' Uni Arge |
| | rode kaarten | 31', 44' Jens Kristian Hansen |
| - Debuut van Johan Byrial Hansen (Odense BK) voor Faeröer. |              | |

### Tweede ontmoeting
| WK 2002 kwalificatie (Toftir, Faeröer, 2 juni 2001): |              | |
| Faeröer | 0 – 1        | Zwitserland |
| | goals        | 81' Alexander Frei |
| Allan Simonsen | bondscoach   | Enzo Trossero |
| Jákup Mikkelsen Óli Johannesen Johan B. Hansen Jákup á Borg Hans Fróði Hansen Øssur Hansen Fróði Benjaminsen Julian Johnsson Christian Høgni Jacobsen Uni Arge 78' John Petersen 84' | opstellingen | Marco Pascolo Marc Zellweger Yvan Quentin Stéphane Henchoz Patrick Müller Johann Vogel 57' David Sesa Raphaël Wicky Massimo Lombardo 68' Ciriaco Sforza 82' Alexander Frei |
| Jón Rói Jacobsen 78' Helgi Petersen 84' | wissels      | 57' Blaise N'Kufo 68' Johann Lonfat 82' Joel Magnin |
| Óli Johannesen 58' | gele kaarten | |

### Derde ontmoeting
| WK 2006 kwalificatie (Bazel, Zwitserland, 4 september 2004): |              | |
| Zwitserland | 6 – 0        | Faeröer |
| Johan Vonlanthen 10' Johan Vonlanthen 14' Alexandre Rey 29' Alexandre Rey 44' Alexandre Rey 55' Johan Vonlanthen 56'                                                         | goals        | |
| Jakob Kuhn | bondscoach   | Henrik Larsen |
| Pascal Zuberbühler Bernt Haas Patrick Müller Murat Yakin Christoph Spycher 46' Ricardo Cabanas 63' Raphaël Wicky Johann Vogel Hakan Yakin Alexandre Rey 74' Johan Vonlanthen | opstellingen | Jens Martin Knudsen Súni Olsen Óli Johannesen Pól Thorsteinsson Jón Rói Jacobsen 63' Jákup á Borg Julian Johnsson Fróði Benjaminsen 70' Claus Bech Jørgensen 57' John Petersen Jónhard Frederiksberg |
| Ludovic Magnin 46' Benjamin Huggel 63' Thomas Häberli 74' | wissels      | 57' Rógvi Jacobsen 63' Atli Danielsen 70' Johan Byrial Hansen |
| Raphaël Wicky 50' | gele kaarten | 57' Pól Thorsteinsson |

### Vierde ontmoeting
| WK 2006 kwalificatie (Toftir, Faeröer, 4 juni 2005): |       |                                                         |
| Faeröer                                              | 1 – 3 | Zwitserland                                             |
| Rógvi Jacobsen 70'                                   | goals | 25' Raphael Wicky 78' Alexander Frei 84' Alexander Frei |

### Vijfde ontmoeting
| WK 2018 kwalificatie (Luzern, Zwitserland, 13 november 2016): |              | |
| Zwitserland | 2 – 0        | Faeröer |
| Eren Derdiyok 27' Stephan Lichtsteiner 83' | goals        | |
| Vladimir Petković | bondscoach   | Lars Olsen |
| Yann Sommer Ricardo Rodríguez Johan Djourou Fabian Schär Stephan Lichtsteiner Granit Xhaka Blerim Džemaili 80' Valon Behrami Admir Mehmedi Valentin Stocker 69' Eren Derdiyok 87' | opstellingen | Gunnar Nielsen Jónas Þór Næs Atli Gregersen Sonni Nattestad 89' Fróði Benjaminsen Hallur Hansson Brandur Hendriksson 78' Gilli Rólantsson 82' Sølvi Vatnhamar Jóan Símun Edmundsson Bardur Hansen |
| Gelson Fernandes 69' Renato Steffen 80' Haris Seferovic 87' | wissels      | 78' René Joensen 82' Andreas Lava Olsen 89' Odmar Færø |
| Ricardo Rodríguez 73' | gele kaarten | 14' Brandur Hendriksson 60' Jónas Þór Næs 86' Fróði Benjaminsen |

### Zesde ontmoeting
| WK 2018 kwalificatie (Tórshavn, Faeröer, 9 juni 2017):  |       |                                      |
| Faeröer                                                 | 0 – 2 | Zwitserland                          |
|                                                         | goals | 36' Granit Xhaka 59' Xherdan Shaqiri |
| - Debuut van Manuel Akanji (FC Basel) voor Zwitserland. |       |                                      |

FSF · A-internationals · Statistieken · Bondscoaches · Faeröers vrouwenelftal · Faeröer U21 · Faeröer U20 · Faeröer U19 · Faeröer U18 · Faeröer U17 · Faeröer U16
1980 – 1989 ·
1990 – 1999 ·
2000 – 2009 ·
2010 – 2019 ·
2020 – 2029
1988 · 
1989 · 
1990 ·
1991 · 
1992 · 
1993 · 
1994 · 
1995 · 
1996 · 
1997 · 
1998 · 
1999 · 
2000 · 
2001 · 
2002 · 
2003 · 
2004 · 
2005 · 
2006 · 
2007 · 
2008 · 
2009 · 
2010 · 
2011 · 
2012 · 
2013 · 
2014 · 
2015 · 
2016 ·
2017 ·
2018 ·
2019 ·
2020 ·
2021 ·
2022 ·
2023 ·
2024
Albanië ·
Andorra ·
Armenië ·
Azerbeidzjan ·
België ·
Bosnië en Herzegovina ·
Canada ·
Cyprus ·
Denemarken ·
Duitsland ·
Estland ·
Finland ·
Frankrijk ·
Georgië ·
Gibraltar ·
Griekenland ·
Hongarije ·
Ierland ·
IJsland ·
Israël ·
Italië ·
Joegoslavië ·
Kazachstan ·
Kosovo ·
Kroatië ·
Letland · 
Liechtenstein ·
Litouwen ·
Luxemburg ·
Malta ·
Moldavië ·
Montenegro ·
Nederland ·
Noord-Ierland ·
Noord-Macedonië ·
Noorwegen ·
Oekraïne ·
Oostenrijk ·
Polen ·
Portugal ·
Roemenië ·
Rusland ·
San Marino ·
Schotland ·
Servië ·
Servië en Montenegro · 
Slovenië ·
Slowakije ·
Spanje ·
Thailand ·
Tsjechië ·
Tsjecho-Slowakije ·
Turkije ·
Wales ·
Zweden ·
Zwitserland
SFV · A-internationals · Selecties · Bondscoaches · Zwitsers vrouwenelftal · Olympisch elftal · Zwitserland U21 · Zwitserland U19 · Zwitserland U18 · Zwitserland U17 · Zwitserland U16 · Vrouwen U17
1905 – 1919 · 
1920 – 1929 · 
1930 – 1939 · 
1940 – 1949 · 
1950 – 1959 · 
1960 – 1969 · 
1970 – 1979 · 
1980 – 1989 · 
1990 – 1999 · 
2000 – 2009 · 
2010 – 2019 · 
2020 – 2029
EK's: 1996 · 
2004 · 
2008 · 
2016 · 
2020 · 
2024
WK's: 1934 · 
1938 · 
1950 · 
1954 · 
1962 · 
1966 · 
1994 · 
2006 · 
2010 · 
2014 · 
2018 · 
2022
OS: 1924 · 
1928 · 
2012
1905 · 
1906 · 1907 · 
1908 · 
1909 · 
1910 · 
1911 · 
1912 · 
1913 · 
1914 · 
1915 · 
1916 · 
1917 · 
1918 · 
1919 · 
1920 · 
1921 · 
1922 · 
1923 · 
1924 · 
1925 · 
1926 · 
1927 · 
1928 · 
1929 · 
1930 · 
1931 · 
1932 · 
1933 · 
1934 · 
1935 · 
1936 · 
1937 · 
1938 · 
1939 · 
1940 · 
1941 · 
1942 · 
1943 · 
1944 · 
1945 · 
1946 · 
1947 · 
1948 · 
1949 · 
1950 · 
1952 ·
1952 · 
1953 · 
1954 · 
1955 · 
1956 · 
1957 · 
1958 · 
1959 · 
1960 · 
1961 · 
1962 · 
1963 · 
1964 · 
1965 · 
1966 · 
1967 · 
1968 · 
1969 · 
1970 · 
1971 · 
1972 · 
1973 · 
1974 · 
1975 · 
1976 · 
1977 ·
1978 · 
1979 · 
1980 · 
1981 · 
1982 · 
1983 · 
1984 · 
1985 · 
1986 · 
1987 · 
1988 · 
1989 · 
1990 ·
1991 · 
1992 · 
1993 · 
1994 ·
1995 · 
1996 · 
1997 · 
1998 · 
1999 · 
2000 · 
2001 · 
2002 · 
2003 · 
2004 · 
2005 · 
2006 · 
2007 · 
2008 · 
2009 · 
2010 · 
2011 · 
2012 · 
2013 ·
2014 ·
2015 ·
2016 ·
2017 ·
2018 ·
2019 ·
2020 ·
2021 ·
2022
Albanië ·
Algerije · 
Andorra · 
Argentinië ·
Australië ·
Azerbeidzjan ·
België ·
Bolivia ·
Bosnië en Herzegovina ·
Brazilië ·
Bulgarije ·
Canada ·
Chili ·
China ·
Colombia ·
Costa Rica ·
Cyprus ·
Denemarken ·
DDR ·
Duitsland ·
Ecuador ·
Egypte ·
Engeland · 
Estland ·
Faeröer ·
Finland ·
Frankrijk ·
Georgië ·
Ghana ·
Gibraltar ·
Griekenland ·
Honduras ·
Hongarije ·
Hongkong ·
Ierland ·
IJsland ·
Israël ·
Italië ·
Ivoorkust ·
Jamaica ·
Japan ·
Joegoslavië ·
Kameroen ·
Kenia ·
Kosovo ·
Kroatië ·
Letland ·
Liechtenstein ·
Litouwen ·
Luxemburg ·
Malta ·
Marokko ·
Mexico ·
Moldavië ·
Montenegro ·
Nederland ·
Nigeria ·
Noord-Ierland ·
Noorwegen ·
Oekraïne ·
Oman ·
Oostenrijk ·
Panama ·
Peru ·
Polen ·
Portugal ·
Qatar ·
Roemenië ·
Rusland ·
Saarland ·
San Marino ·
Schotland ·
Servië ·
Slovenië ·
Slowakije ·
Sovjet-Unie · 
Spanje ·
Togo ·
Tsjechië ·
Tsjecho-Slowakije ·
Tunesië ·
Turkije ·
Uruguay ·
Venezuela ·
VA Emiraten ·
Verenigde Staten ·
Wales ·
Wit-Rusland ·
Zimbabwe ·
Zuid-Korea ·
Zweden
Albanië (2016) ·
Argentinië (2014) ·
Brazilië (2018) ·
Chili (2010) ·
Costa Rica (2018) ·
Ecuador (2014) ·
Frankrijk (2006) ·
Frankrijk (2014) ·
Frankrijk (2016) ·
Frankrijk (2021) ·
Honduras (2010) · 
Honduras (2014) · 
Italië (2021) · 
Oekraïne (2006) ·
Portugal (2008)  · 
Portugal (2022) · 
Roemenië (2016) · 
Servië (2018) ·
Spanje (2010) ·
Spanje (2021) ·
Togo (2006) ·
Tsjechië (2008) ·
Turkije (2008) ·
Turkije (2021) ·
Wales (2021) ·
Zuid-Korea (2006) ·
Zweden (2018)